# 오세이지족
오세이지족(Osage, 𐓁𐒻 𐓂𐒼𐒰𐓇𐒼𐒰͘ (Ni Okašką))은 미국 중서부 대평원의 아메리카 원주민 부족이다. 오세이지 네이션(Osage Nation)은 부족명이자 그들에게 할당된 인디언 보호구역의 이름이다. '오세이지'라는 이름은 프랑스인들이 이 부족을 일컫던 명칭으로, '조용한 물' 또는 '가운데 물'을 의미한다.
본래 기원전 700년 경에 오하이오강과 미시시피강의 계곡 지대에서 발전한 수족(Sioux, Siouan) 계통의 부족이다. 17세기 이후 이로쿼이족이 세력을 확장하며 오하이오 계곡 지대로 침범하자 미주리강과 미시시피강의 합류점 부근에 재정착했는데, 19세기 초가 되자 미주리강과 레드강 일대에서 지배적인 세력을 이루어 다른 부족들을 공포에 떨게 했다. 이들은 아메리카 버팔로 사냥의 유목 생활과 함께 농업을 하며 살았다. 당시 미국의 여행가이자 화가이던 조지 캐틀린은 이들을 두고 특출나게 키가 크고 피부가 흰 원주민족으로 묘사하였다.
19세기 미국과 접촉한 뒤로 이들은 조약을 통해 많은 땅을 미국 정부 측에 양도하였다. 그 대가로 당시 캔자스주에 보호구역을 보장받았으나 이후 미국 정부에 의해 서서히 오클라호마(당시 인디언 준주)로 세력이 밀려났다. 이들이 거주하던 지대에서 석유가 발견된 이후 오세이지족은 부를 얻을 수 있었으나 이를 둘러싸고 외부인들과 법적인, 때로는 폭력적인 분쟁을 겪었다. 오늘날 오클라호마주 오세이지 군에 이들을 위해 마련된 인디언 보호구역이 있으며, 약 2만 명의 부족 인구 중 6,780명이 부족 관할 구역 내에 거주 중이다.

## 같이 보기
- 오세이지어
- 캔자족